# 네발가락쌀텐렉
네발가락쌀텐렉(Oryzorictes tetradactylus)은 아프리카땃쥐목 텐렉과에 속하는 포유류의 일종이다. 마다가스카르섬의 토착종이다. 자연서식지는 아열대 또는 열대 기후 지역의 습한 저지대 숲과 산지 숲, 아열대 또는 열대 기후의 높은 고도의 관목 지대와 초원 그리고 습지 등이다.